# Itiquira
Itiquira – miasto i gmina w Brazylii, w stanie Mato Grosso.